# Belgische Werkliedenpartij
De Belgische Werkliedenpartij (BWP) (Frans: Parti Ouvrier Belge (POB)), opgericht in 1885, was de eerste socialistische partij van België.

## Geschiedenis

### Voorgeschiedenis
De Vlaamsche Socialistische Arbeiderspartij (VSAP) werd gesticht op 20-21 mei 1877 als eerste socialistische partij in België. De Gentse voorman Edmond Van Beveren, geïnspireerd door het "programma van Gotha" stelde het programma van de partij op. Op het stichtingscongres in Mechelen hadden zestien Vlaamse afdelingen afgevaardigden gestuurd, met als voornaamste aanwezige de Gentse coöperatieve Vooruit. Merkwaardig genoeg konden de toen bestaande socialistische groeperingen uit Wallonië geen bindende ideologie creëren, ingegeven door proudhonistische invloeden.
In 1880 fuseerde de partij met Brusselse socialistische groepen gegroepeerd als de Parti Socialiste Brabançon (opgericht in 1878) en nam een nieuwe naam aan: Belgische Socialistische Arbeiderspartij (BSAP), onder leiding van onder meer Edward Anseele.

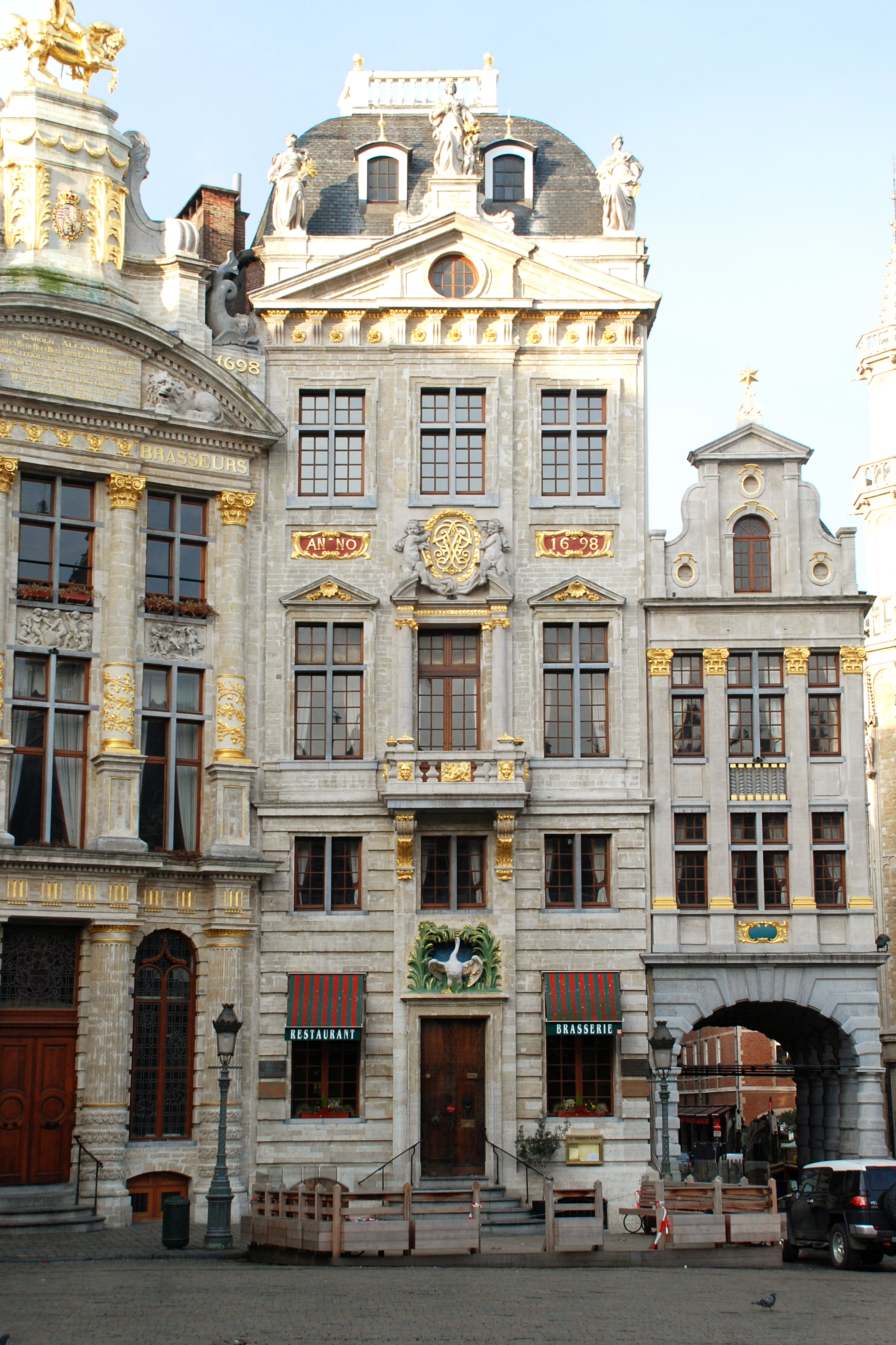
In café De Zwaan op de Grote Markt te Brussel (waar ook de Belgische afdeling van de Eerste Internationale bijeenkwam en waar Karl Marx destijds het Communistische Manifest had geschreven) vond in april 1885 een vergadering van 112 arbeiders plaats waarbij de Belgische Werkliedenpartij werd opgericht.

In april 1885 vond een vergadering van 112 arbeiders plaats in een lokaal van café De Zwaan op de Grote Markt te Brussel (waar ook de Belgische afdeling van de Eerste Internationale bijeenkwam en waar Karl Marx destijds het Communistische Manifest had geschreven) en werd de Belgische Werkliedenpartij opgericht. De stichters van de partij waren Gabriel Brodkom, Romain Van Loo, Joseph Maheu, Antoine Delporte, Joseph Milot en Alphonse Wormhout. Andere namen van het eerste uur waren die van medeoprichters Théophile De Geyter, Cesar De Paepe, Edward Anseele, Théodore Bekaert, Gustave Defnet, Charles Paelman, Evariste Pierron en J Geesbergen.
In augustus daaropvolgend vond in Antwerpen het eerste BWP-congres plaats om een eisenbundel op te stellen, de belangrijkste eisen waren 'algemeen stemrecht', 'verplicht en gratis neutraal onderwijs', 'afschaffing van kinderarbeid onder de 12 jaar', een 'stelsel van sociale zekerheid' en de nationalisering van bedrijven. Hoewel het programma een reeks democratische en radicale eisen bundelde was het niet uitdrukkelijk socialistisch. Zo werd er geen socialistisch alternatief voor het kapitalisme voorgesteld. Dit werd mede ingegeven door de vrees dat een te radicaal programma de arbeiders zou afschrikken, een reden die ook werd aangehaald om de term socialisme niet in de partijnaam op te nemen.

### Een verenigde socialistische partij

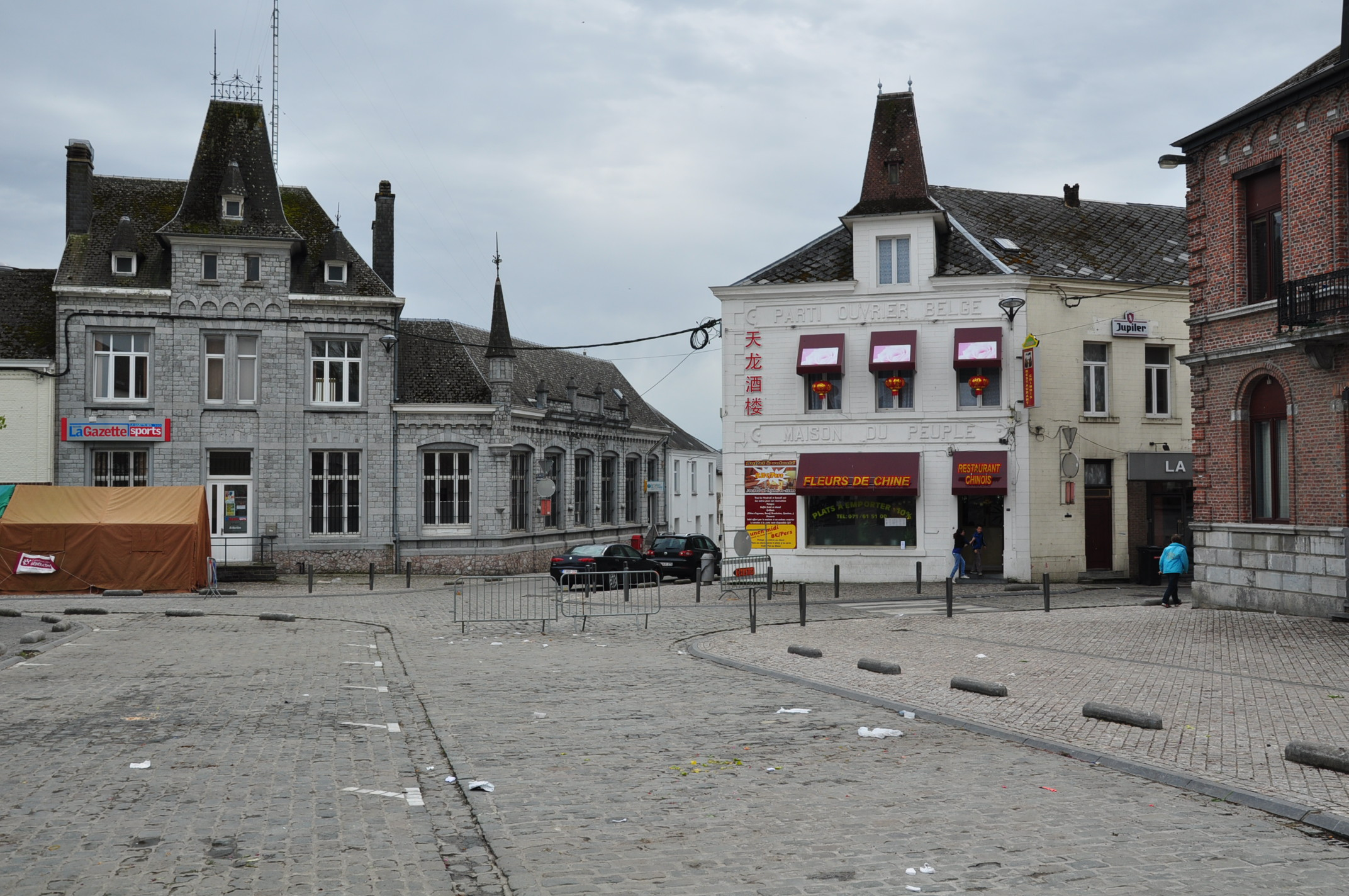
Tekenen van verval en globalisering: In Philippeville veranderde het "Huis van het Volk" van de Belgische Werkliedenpartij in een Chinees restaurant (2012).

Een van de voornaamste strijdpunten van de BWP was het algemeen enkelvoudig stemrecht, een standpunt dat hen erg populair maakte onder het gewone volk. In 1893 werd een eerste stap in deze richting verwezenlijkt met de invoering van het algemeen meervoudig stemrecht voor mannen. De basisbeginselen van de partij werden vastgelegd in het Charter van Quaregnon, dat in 1894 werd opgesteld. Op 11 april 1898 werd in de schoot van de BWP de Syndikale Kommissie opgericht, als antwoord op de wet van 31 maart 1898 die de beroepsverenigingen legaal maakte. De hoofdtaak van deze organisatie was de eenheid van de verschillende beroepsfederaties en afzonderlijke vakbonden te bewerkstelligen en het coördineren van de vakbondsactiviteiten binnen de socialistische zuil. Wie lid werd van de vakbond werd automatisch lid van de partij en vice versa.
De partij verkreeg hierdoor electoraal succes in Brussel en Wallonië. De eerste verkozenen waren Désiré Maroille, de gebroeders Defuisseaux, Alphonse Brenez, Arthur Bastien en Henri Roger. In Vlaanderen was dat in eerste instantie enkel in Gent het geval. Edward Anseele was de eerste Vlaamse BWP-volksvertegenwoordiger in de Kamer van volksvertegenwoordigers. Hij werd verkozen in Luik. In 1900 werd de evenredige vertegenwoordiging bij verkiezingen ingevoerd, en meteen konden ook de eerste rechtstreeks verkozen Vlaamse socialistische volksvertegenwoordigers hun intrede doen in de Kamer: 2 in Gent-Eeklo, 1 in Antwerpen en 1 in Leuven.
Rond 1900 verschenen de socialistische bladen Vooruit en Volksgazet voor het eerst waarmee een groter publiek bereikt kon worden. In 1909 bereikte de BWP in Gent een mijlpaal toen hun eerste schepenen benoemd werden.

### Eerste Wereldoorlog en Interbellum
Tijdens de bezetting gedurende de Eerste Wereldoorlog slaagde de BWP er ondergronds in een duurzame samenwerking aan te gaan met andere sociale organisaties. Ondertussen werd de katholieke regering-De Broqueville I, die in Le Havre zetelde, omgevormd tot een regering van nationale eenheid, door toevoeging van de socialist Emile Vandervelde en de liberaal Paul Hymans. In de naoorlogse regering-Delacroix I die op 21 november 1918 werd gevormd, traden drie socialisten toe: Emile Vandervelde (Justitie), Edward Anseele (Openbare Werken en Wederopbouw) en Joseph Wauters (Nijverheid, Arbeid en Ravitaillering).
Anseele realiseerde zaken als de invoering van de achturige werkdag, de oprichting van het Nationaal Krisisfonds voor werklozen en de afschaffing van de beperkingen op het stakingsrecht. Daardoor sloeg de partij ook aan in Vlaanderen waar een kwart van het electoraat BWP ging stemmen.
In het Interbellum was de BWP een regeringspartij van 1918 tot en met 1921 in een grote coalitie met de Liberale en Katholiek Partij. Daarna zat de partij tot 1935 niet meer in de regering, met uitzondering van een korte periode in 1925-1926. In 1935 werd Hendrik de Man minister van Openbare Werken en Opslorping van Werkloosheid. Tijdens het Interbellum ontwikkelde hij de ideeën voor zijn Plan van de Arbeid waarin hij een strakke planeconomie met corporatistische trekken voor België trachtte uit te stippelen. In 1939 werd hij partijvoorzitter. Andere ministers tijdens deze periode waren Emile Vandervelde, Camille Huysmans, Jules Destrée, Alfred Laboulle, de broers Joseph en Arthur Wauters, Désiré Bouchery, Eugène Soudan, Joseph Merlot, Achille Delattre, August Balthazar en Paul-Henri Spaak.
Bij de eerste naoorlogse verkiezingen op 16 november 1919 werd Victor De Meulemeester verkozen tot senator voor de Belgische Werkliedenpartij in het arrondissement Brussel.

### Tweede Wereldoorlog
In juni 1940, ruim een maand na de inval van de Duitsers, ontbond Hendrik de Man de partij. Hij besloot, met enkele medestanders, mee te gaan werken aan De Nieuwe Orde die de bezetter in Europa zou doorvoeren en werd zodoende een collaborateur.
De rest van de partijtop werkte echter, voornamelijk in ballingschap, aan de heroprichting na de bevrijding. Reeds in 1944 kreeg een clandestiene Belgische Socialistische Partij (BSP) vorm; op het Congres van de Overwinning in Brussel, van 9 tot 11 juni 1945, werden de nieuwe partijstatuten definitief vastgelegd.

## Structuur

### Algemene secretarissen
| Algemeen secretaris                             | Periode                             | Opmerkingen                                                |
| ----------------------------------------------- | ----------------------------------- | ---------------------------------------------------------- |
| Gustave Defnet                                  | 22 april 1889 - 22 juni 1890        | Verkozen op 22 april 1889.                                 |
| Louis Bertrand                                  | 22 juni 1890 - 10 juni 1892         | Verkozen op 22 juni 1890.                                  |
| Grégoire Serwy                                  | 10 juni 1892 - 7 juni 1898          | Verkozen op 10 juni 1892, herkozen op 6 april 1894.        |
| August De Winne                                 | 7 juni 1898 - 30 december 1902      | Verkozen op 7 juni 1898.                                   |
| Georges Maes                                    | 30 december 1902 - 3 augustus 1910  | Verkozen op 30 december 1902.                              |
| Laurent Vandersmissen                           | 3 augustus 1910 - 6 maart 1916      | Verkozen op 3 augustus 1910. Overleden in functie.         |
| Guillaume Solau, Jules Lekeu en Corneel Mertens | april 1916 - 19 februari 1919       | Waarnemende secretarissen.                                 |
| Joseph Van Roosbroeck                           | 19 februari 1919 - 25 december 1933 | Verkozen op 19 februari 1919.                              |
| August De Block en Jean Delvigne                | 25 december 1933 - 6 oktober 1937   | Verkozen op 25 december 1933, herkozen op 26 oktober 1936. |
| August De Block en Ernest Piot                  | 6 oktober 1937 - 28 juni 1940       | Verkozen op 6 oktober 1937.                                |

### Voorzitters
| Voorzitter        | Periode                             | Opmerkingen | Ondervoorzitter  |
| ----------------- | ----------------------------------- | --- | ---------------- |
| Emile Vandervelde | 25 december 1933 - 27 december 1938 | Verkozen op 25 december 1933. Overleden in functie.                                                                                              | Hendrik de Man   |
| Vacant            | 27 december 1938 - 24 mei 1939      | Na het overlijden van Emile Vandervelde bleef de functie van voorzitter enkele maanden vacant. Hendrik de Man bleef wel aan als ondervoorzitter. | Hendrik de Man   |
| Hendrik de Man    | 24 mei 1939 - 28 juni 1940          | Verkozen op 24 mei 1939. | Achille Delattre |

### Partijorganisatie
Het hoogste gezagsorgaan van de partij was het jaarlijks congres alwaar de beslissingen werden genomen over de te volgen politieke lijnen. Tussentijds was het bestuur van de partij in handen van een 'Algemene Raad' die werd aangesteld door het congres aangevuld met vertegenwoordigers van de federaties (regionale afdelingen) en economische organisaties (vakbond, mutualiteit en coöperatieve). Het dagelijks beleid werd vormgegeven door het 'bureau van de Algemene Raad' die verkozen werd op het congres.
Een opvallendheid in de BWP-partijstructuur was de dubbele structurele opbouw met enerzijds de regionale federaties (per kiesarrondissement) en anderzijds de economische federaties. Het overgrote merendeel van de leden was via deze weg aangesloten bij de partij. De basis van de politieke partijwerking waren de lokale Werkersbonden, in sommige steden opgesplitst tot wijkclubs.

## Regeringsdeelnames
| Regering          | Premier                | Partijen                                                     | Van           | Tot           |  |
| ----------------- | ---------------------- | ------------------------------------------------------------ | ------------- | ------------- |  |
| De Broqueville I  | Charles de Broqueville | Katholieke Partij (sedert 1916 ook Liberalen en Socialisten) | 18 juni 1911  | 1 juni 1918   |  |
| Cooreman          | Gerhard Cooreman       | Katholieke Partij, Liberalen, Socialisten                    | 1 juni 1918   | 21 nov. 1918  |  |
| Delacroix I       | Léon Delacroix         | Katholieke Partij, Liberalen, Socialisten                    | 21 nov. 1918  | 17 nov. 1919  |  |
| Delacroix II      | Léon Delacroix         | Katholieke Partij, Liberalen, Socialisten                    | 2 dec. 1919   | 3 nov. 1920   |  |
| Carton de Wiart   | Henri Carton de Wiart  | Katholieke Partij, Liberalen, Socialisten                    | 20 nov. 1920  | 20 nov. 1921  |  |
|                   |                        |                                                              |               |               |  |
| Poullet           | Prosper Poullet        | Katholieke Partij, Socialisten                               | 17 juni 1925  | 8 mei 1926    |  |
| Jaspar I          | Henri Jaspar           | Katholieke Partij, Liberalen, Socialisten                    | 20 mei 1926   | 21 nov. 1927  |  |
|                   |                        |                                                              |               |               |  |
| Van Zeeland I     | Paul van Zeeland       | Katholieke Partij, Liberalen, Socialisten                    | 25 maart 1935 | 26 mei 1936   |  |
| Van Zeeland II    | Paul van Zeeland       | Katholieke Partij, Liberalen, Socialisten                    | 13 juni 1936  | 25 okt. 1937  |  |
| Janson            | Paul-Emile Janson      | Katholieke Blok, Liberalen, Socialisten                      | 23 nov. 1937  | 13 mei 1938   |  |
| Spaak I           | Paul-Henri Spaak       | Katholieke Blok, Liberalen, Socialisten                      | 15 mei 1938   | 9 febr. 1939  |  |
|                   |                        |                                                              |               |               |  |
| Pierlot III       | Hubert Pierlot         | Katholieke Partij, Liberalen, Socialisten                    | 3 sept. 1939  | 5 jan. 1940   |  |
| Pierlot IV        | Hubert Pierlot         | Katholieke Partij, Liberalen, Socialisten                    | 5 jan. 1940   | 31 okt. 1940  |  |
| Pierlot in Londen | Hubert Pierlot         | Katholieke Partij, Liberalen, Socialisten                    | 31 okt. 1940  | 26 sept. 1944 |  |
| Pierlot VI        | Hubert Pierlot         | Katholieke Partij, Liberalen, Socialisten, Communisten       | 26 sept. 1944 | 16 nov. 1944  |  |
| Pierlot VII       | Hubert Pierlot         | Katholieke Partij, Liberalen, Socialisten                    | 16 nov. 1944  | 12 feb. 1945  |  |

- Legenda: socialistische premiers

#### Gewezen ministers
De ministers en staatssecretarissen van de BWP van haar ontstaan tot 1945 waren:
- Achiel Van Acker
- Achille Delattre
- Alfred Laboulle
- Arthur Wauters
- August Balthazar
- Camille Huysmans
- Désiré Bouchery
- Edward Anseele
- Emile Brunet
- Emile Vandervelde
- Ernest Rongvaux
- Eugène Soudan
- Hendrik de Man
- Henri Rolin
- Herman Vos
- Joseph Bondas
- Joseph Merlot
- Joseph Wauters
- Jules Destrée
- Paul-Henri Spaak

## Bekende (ex-)leden
- Alphonse Brenez
- Achiel Van Acker
- Achille Delattre
- Adolf De Backer
- Arthur Gailly
- Aimé Mahaim
- Albert Renard
- Albert Van Nimmen
- Alfred Defuisseaux
- Alfred Laboulle
- Alphonse Wormhout
- Amédée De Keuleneir
- Antoine Delporte
- Antoine Dewit
- Arnold Boulanger
- Arthur Focan
- Frans Struyf
- Arthur Jauniaux
- Arthur Wauters
- August Balthazar
- August De Winne
- August Debunne
- August De Block
- Camille Huysmans
- Camille Standaert
- César De Paepe
- Charles Hancké
- Charles Paelman
- Clement Verbraeken
- Corneel Mertens
- Désiré Bouchery
- Désiré Cnudde
- Désiré Maroille
- Désiré Vandendorpe
- Eduard Stautemas
- Edward Anseele
- Edward De Vlaemynck
- Emile Brunet
- Emile Coppieters
- Emile Duttileul
- Emile Vandervelde
- Ernest Martel
- Ernest Piot
- Ernest Rongvaux
- Eugène Soudan
- Eugène Van Walleghem
- Evariste Pierron
- Ferdinand Elbers
- Fernand Brunfaut
- Florimond Wauters
- François Aerts
- François Sainte
- François Van Belle
- Frans Cloos
- Frédéric Faes
- Gabriel Brodkom
- Georges Hubin
- Georges Barnich
- Georges Maes
- Georges Serigiers
- Gregoire Serwy
- Guillaume Brasseur
- Guillaume Schenk
- Guillaume Solau
- Gustaaf Laroche
- Gustave Defnet
- Gustave Devuyst
- Hendrik de Man
- Henri Bastien
- Henri Longville
- Henri Roger
- Henri Rolin
- Herman Vos
- Hippolyte Léger
- Hippolyte Vandemeulebroecke
- Isabelle Gatti de Gamond
- Isidore Delvigne
- Isidore Deneef
- Isidore Heyndels
- J Geesbergen
- Jaak Verhulst
- Jan Bergmans
- Jan Brueugelmans
- Jan Cornet
- Jan Luys
- Jan Pladet
- Jan Wilms
- Jean Delvigne
- Jean Moreau
- Jean Volders
- Jean-Baptist Wets
- Jean-Edouard Bosiers
- Jef Rens
- Jos Vermaesen
- Joseph Baeck
- Joseph Bondas
- Joseph Coole
- Joseph Jacquemotte
- Joseph Lemaire
- Joseph Maheu
- Joseph Merlot
- Joseph Milot
- Joseph Van Roosbroeck
- Joseph Wauters
- Jules Destrée
- Jules Hoen
- Jules Lekeu
- Jules Molter
- Jules Van Droogenbroeck
- Karel Hannick
- Laurent Vandersmissen
- Laurent Verrycken
- Léon Defuisseaux
- Léon Delsinne
- Léon Furnémont
- Louis Bertrand
- Louis Coenen
- Louis de Brouckère
- Louis Eggers
- Louis Tielemans
- Marcel Heyerick
- Marie Spaak-Janson
- Marie Van De Plas
- Mathilde Tillemans
- Max Buset
- Nicolas Souplit
- Paul Finet
- Paul Tofahrn
- Paul-Henri Spaak
- Pierre Nieuwlandt
- Pierre Van Berckelaer
- Pieter-Hendrik Spillemaeckers
- Richard Declerck
- Robert Fesler
- Robert Soudan
- Romain Van Loo
- Samuel Donnay
- Robert Detaevernier
- Théodore Bekaert
- Théophile De Geyter
- Thomas Van Hemelryck
- Victor Serwy
- Vincent Volckaert
- Willem Eekelers